# Waldemar Jerzy Godlewski
Waldemar Jerzy Godlewski (ur. 22 sierpnia 1959 w Żeleźni) – burmistrz miasta i gminy Glinojeck w latach 1993-2017, a wcześniej (1990-1993) wójt gminy Glinojeck.

## Życiorys
Uczęszczał do Liceum Ogólnokształcącego w Ciechanowie, gdzie zdał maturę. Studia wyższe odbył w Akademii Rolniczo-Technicznej w Olsztynie, uzyskując tytuł magistra inżyniera geodety w 1984 roku oraz Podyplomowego Studium Pedagogicznego w Instytucie Pedagogiki tejże akademii. Ukończył również Podyplomowe Studium Samorządu Terytorialnego i Rozwoju Lokalnego oraz Podyplomowe Studium Zarządzania i Marketingu na Uniwersytecie Warszawskim. 
Bezpośrednio po studiach rozpoczął pracę w Wojewódzkim Zarządzie Geodezji w Ciechanowie. W 1990 roku objął urząd wójta gminy Glinojeck, zaś po uzyskaniu praw miejskich przez Glinojeck (w 1993 roku) - urząd burmistrza.
Obecnie należy do partii Polskie Stronnictwo Ludowe. W 1995 został odznaczony Srebrnym Krzyżem Zasługi za zasługi dla rozwoju swojego środowiska.
Z dniem 1 marca 2017 roku zrezygnował z pełnienia funkcji Burmistrza Miasta i Gminy Glinojeck.

## Życie prywatne
Jest synem Edwarda Godlewskiego. Żonaty od 1983 r. z Anną Godlewską. Ma dwie córki. Mieszka w Glinojecku.